# RY Sagittarii
RY Sagittarii (RY Sgr / HD 180093 / HR 7296) es el nombre de una estrella variable de la constelación de Sagitario. Está situada pocos grados al norte del límite de la constelación con Corona Australis y habitualmente su magnitud es +7,2. Se encuentra a unos 6000 años luz de distancia del sistema solar.
RY Sagittarii es una supergigante amarilla y estrella variable R Coronae Borealis cuyo brillo presenta abruptas caídas hasta magnitud +14 cada dos años aproximadamente. Estos episodios de oscurecimiento se deben a la expulsión de polvo de carbono desde la superficie estelar. La estrella queda sumergida en su propio material hasta que poco a poco se disipa. Esto explica las rápidas caídas y las recuperaciones lentas en el brillo. Es la segunda estrella más brillante dentro de esta clase de variables.
El estudio detallado de la curva de luz de RY Sagittarii muestra una oscilación secundaria en la magnitud, de tipo cefeida, cuando la estrella se encuentra con brillo máximo. El período de oscilación es de 39 días y la amplitud de 0,5 magnitudes. Estudios recientes sugieren que este período de pulsación puede estar disminuyendo, debido bien a la rápida evolución de la estrella en la fase de post-gigante, o por una pérdida sustancial de masa.
Fue descubierta por Jacobus Kapteyn en 1895.